# Associació Musulmana del Lictor
L'Associació Musulmana del Lictor (en italià: Associazione Musulmana del Littorio, AML) va ser una branca musulmana del Partit Nacional Feixista d'Itàlia creada el 1939. Es va trobar principalment i en gran part a la Líbia italiana i va ser dissolta pels aliats durant la invasió d'Itàlia el 1943.

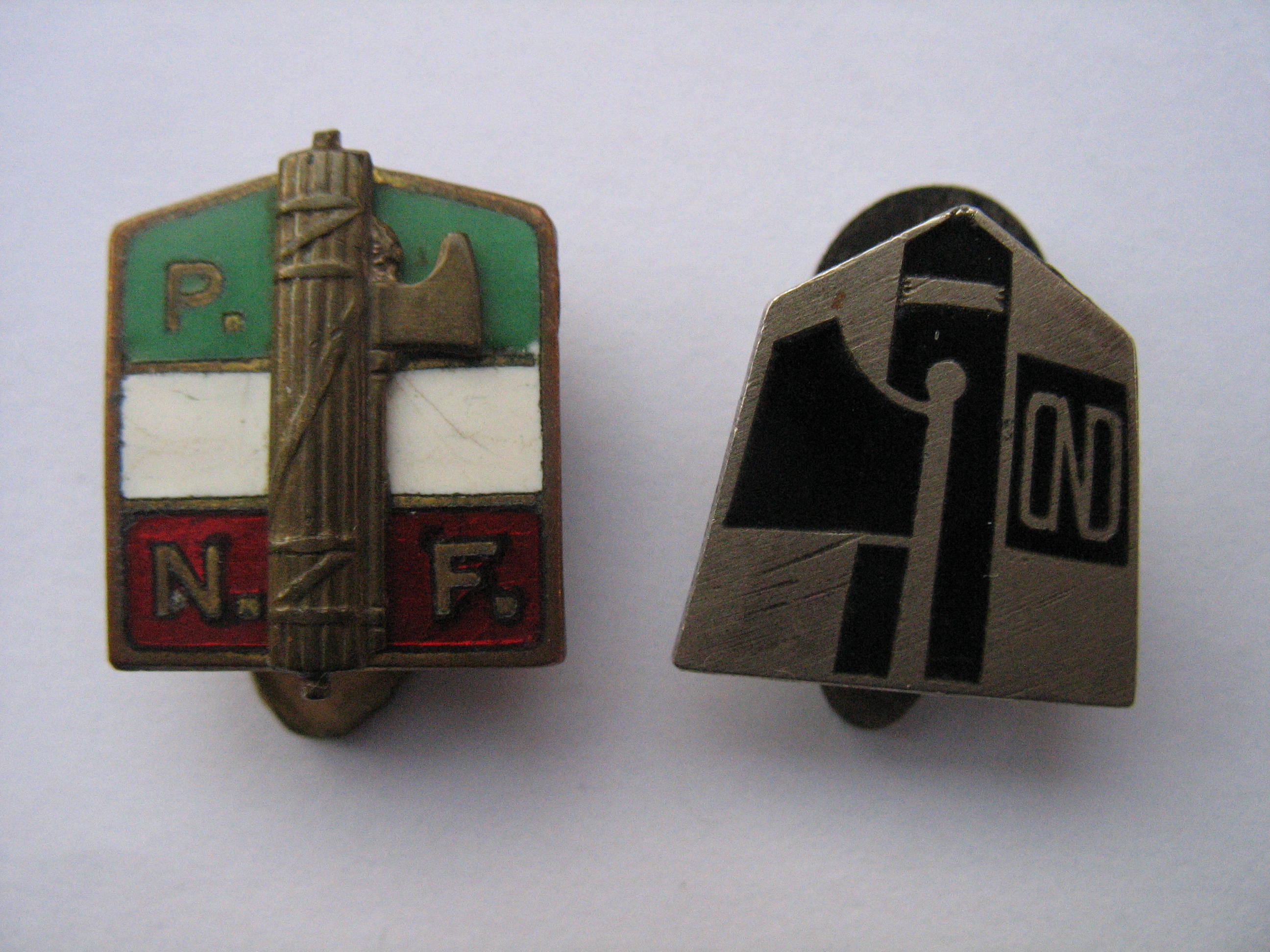
Decoracions feixistes utilitzades per l'Associació Musulmana del Lictor

## Història
L'Associació Musulmana del Lictor va ser fundada pel governador general italià a Líbia, Italo Balbo, el 9 de gener de 1939.
Es va crear la Cittadinanza Italiana Speciale (ciutadania especial italiana), un tipus de ciutadania creada per als indígenes libis només dins de Líbia amb la qual no podien emigrar a Itàlia, que es va afirmar que s'havia fet com a gest d'agraïment pel suport militar rebut per 9.000 libis nadius a la conquesta italiana d'Etiòpia el 1936. Posteriorment, es van aprovar lleis que van permetre als indígenes libis unir-se al Partit Nacional Feixista i, en particular, a l'Associació Musulmana del Lictor.
La divisió de l'AML per a joves a la Líbia italiana es va anomenar Joventuts Àrab del Lictor.